# Turdus boulboul
Il merlo aligrigie (Turdus boulboul Latham, 1790) è un uccello della famiglia dei Turdidi.
Si trova nell'Asia sudorientale, dall'Himalaya al Vietnam settentrionale. Il suo habitat naturale sono le foreste montane umide subtropicali o tropicali.